# Aa achalensis
Aa achalensis, vrsta orhideje iz sjeverne Argentine (procvincije La Rioja, San Luis, Córdoba). Opisao ju je 1920. Friedrich Richard Rudolf Schlechter. Endem.
Po životnom obliku je gomoljasti geofit koji raste u vlažnim gorskim šumama na nadmorskim visinama od 1 500 do 2 500 metara.